# Megaselia ussuriensis
Megaselia ussuriensis är en tvåvingeart som beskrevs av Mikhailovskaya 1987. Megaselia ussuriensis ingår i släktet Megaselia och familjen puckelflugor. Inga underarter finns listade i Catalogue of Life.